# レーカン!
『レーカン！』は、瀬田ヒナコによる日本の4コマ漫画作品。『まんがタイムジャンボ』（芳文社）2009年12月号にて読切作品として掲載された後、2010年3月号から休刊号である2018年4月号まで連載された。その後『まんがタイム』（同社）に移籍し、2018年5月号から2025年9月号まで連載。2013年2月27日にはTHREE ARROWSよりドラマCDが発売された。2014年8月にテレビアニメ化が発表され、2015年4月より6月まで放送された。また、同年11月に舞台化もされている。
霊感体質の少女「天海響」と、その周りの友人や霊たちとの日常生活を描いた学園コメディである。

## あらすじ
県立高校の花塚高等学校に転校してきた女子高生・天海響は霊感の持ち主だが清楚で控えめな性格をしている。そんな彼女は、人間も霊達も分け隔てなく礼儀正しく接するため、響の行く先々で彼女を慕う霊達が現れ、響の友達との間で騒ぎが起こる。そんな個性豊かな霊たちと、それに負けない個性豊かな人間を取り巻く話である。

## 登場人物
※ 声は、テレビアニメ版 / ドラマCD版の声優の順で、1人だけの記載で注記のない場合は、テレビアニメ版の声優を示す。また「演」は舞台版の配役。

### 主要人物
天海 響（あまみ ひびき）
声 - 木戸衣吹 / 遠藤綾、演 - 前田希美
本作の主人公。黒く長い髪が特徴。第1話で他校から転入してきた転校生。
謙虚で礼儀正しく、同級生にも敬語で話す。第1話では顔が硬かったが、緊張していたとのこと（本当は読み切り時の話であるため）。
強い霊感を持っているが、生まれつきであるために本人は気にはしておらず、自然に接している。たまに狂暴な霊に当たる場合もあるが、それでも悪い感情は抱かない。真摯に接しすぎて自分のことがおろそかになってしまう場合もある。ただし本物の霊にはまったく驚かないが、お化け屋敷の偽物のお化けには普通に驚くほか、小川が好きなゾンビには苦手意識を持っている。
天然ボケなところがある上、霊と対応しているときは霊が見えない周囲の人たちを悪気なく困惑させたり、怖がらせたりすることがあるが、クラスメイトたちとの関係は良好である。また、「必ず心霊写真が撮れる先輩」（江角談）として、一部の後輩たちに心霊アプリのような扱いをされ大人気である。
アナログ人間で、山田曰く「明治の人っぽい」。スマートフォンの取扱説明書だけで自身の頭がオーバーヒートを起こした。
猫の言葉を多少理解できる。緊急用としてプリペイドの携帯電話を持っている。
田村（後述）の発言によれば、中学のころはいじめられたことがあったようだが、本人はそのことをほとんど覚えていない。田村曰く「ごまかそうとしているというより、一部の記憶だけが抜けてしまっているみたい」とのこと。
井上 成美（いのうえ なるみ）
声 - 伊藤美来 / 戸松遥、演 - 高橋胡桃
響のクラスメイトの女子。薄い色（カラーでは黄色）の髪をツインテールにしている。
霊や怖い話が大の苦手で、心霊現象に関わると怯えるか絶叫することがお決まりのパターンである。自分の気持ちを相手に素直に伝えることができないツンデレ体質で、それ故に霊の存在を強く否定している。響の霊感体質を信じられず、彼女に素気ない態度を取ることが多いが、嫌っているわけではなく気遣ったり、アニメでは逆に彼女の霊感の力を借りたこともある。
周りからは響の親友と思われており、バレンタインやあだ名付け等、そのツンデレ性質をよくネタにされる。当人は幽霊相手にやきもちを焼いたりしたときに自覚している様子。
亡き祖母が大好きな、おばあちゃん子でもある。
喜びや明るさを素直に表現する場面はまだ無いが、甘酒を飲むと、かなり陽気になる。
上原 佳菜（うえはら かな）
声 - 飯田里穂 / 花澤香菜、演 - 若林倫香
響のクラスメイトの女子。薄い色（カラーでは黄色）の髪を左側でサイドテールにしている。
携帯ブログが趣味であり、心霊写真をアップロードしたり、井上の絶叫回数を報告したりしている。響の影響でよく心霊写真が取れるようになったが、カオスな写真（代返侍とエロ猫の乱闘等）も増えたため、時々ブログが炎上している。本人によれば「日常ブログ」だが、オカルトブログのランキングで1位になったこともある。
江角とは幼馴染で仲が良く、行動を共にすることが多い。
両親は報道関係者で、普段はほとんど家にいない模様。ただし、悪い感情があるわけではないようで、似ているところを褒められた時は嬉しかった模様であるが、照れ隠しは苛烈（とあることの「仕返し」として、自分のブログで仲間の特集を組もうとした）。
江角 京子（えすみ きょうこ）
声 - M・A・O / 喜多村英梨、演 - 相田瑠菜
響のクラスメイトの女子。薄い色（カラーでは茶色）の髪をウェーブにしている。
元ヤンキーという過去を持ち、当時は「灼髪（しゃくはつ）の救世主（メシア）」という通り名で知られていたが、本人はその通り名を極端に嫌っている。現在は、やんちゃな行動を取ることは無くなったものの、たまに地の性格が出ることもある。
ヤンキー時代、山田の兄（警察官）の世話になったことがあるらしく、同じ場にはち合わせたときはほとんど顔を隠していたが、結局ばれてしまい大量のメールを送られている。
上原とは幼馴染で仲が良く、行動を共にすることが多いが、お互い封印したい過去を知っているので、たまにけん制している。
猫を飼っており、ポリア○ナと名付けている。上原曰く「（江角が）外さないのはシュートと人体急所くらい」で、ある理由で編み物をすることになった際は悪戦苦闘していた。
一人娘。大工の父親がいる。
小川 真琴（おがわ まこと）
声 - 山崎エリイ / 竹達彩奈、演 - 神沢有紗
響のクラスメイトの女子。薄い色（カラーでは茶色）の髪をショートカットにしている。明るく朗らかな性格であるが、ゾンビ（それもグロテスクに描かれたもの）が好きで、ゾンビの携帯ストラップを「可愛い」と愛でている場面があった。ゾンビ好きなのは、かつて読んだとある漫画の影響。しかしあくまでもゾンビだけの話であって、そのほかの霊の類は苦手であり、響と共に自分撮りを行った際に撮れた（上原に「消しても誰も責めない」と評されるほどの）心霊写真を見た時は、小刻みに震えて怯えていた。
山田 健太（やまだ けんた）
声 - 山谷祥生 / 白井悠介、演 - 古畑恵介
響のクラスメイトの男子。ハイテンションな性格ゆえに軽率かつ空気の読めない言動を取ることが多々あり、その都度上原や江角にたしなめられるか、井上に殴られるかをされている。天海と行動を共にするグループの中では唯一の男子であり、その立場に舞い上がることがあるが、江角からは荷物持ちや集合場所として扱われるなど、あまりいい扱いは受けていない（しかし、本人にその自覚は無い）。警察官の兄がいる。

### 人間
ここでは主要人物の関係者および複数回（2回以上）登場している人物のみを挙げる。
天海 朝陽（あまみ あさひ）
声 - 羽多野渉 / 三木眞一郎、演 - 梅田祥平
響の父親。大学で考古学を教えている。娘とは対照的に極度の怖がりで、響が「皆で作った展示（おばけやしき）を見せたい」と発言した時は、朝陽の怖がりを知る周囲が響に対し、「殺す気か!!?」と突っ込みを入れたほど。
憎まれ口を叩きながらも響と友達でいてくれる井上に感謝している。髪が真っ白なのは、妻を取り巻く心霊現象への恐怖によるもので、1週間でそうなったらしい。
天海 夕陽（あまみ ゆうひ）
声 - 皆口裕子 / 氷上恭子、演 - 木下彩
響の母親。故人。響の出産時に亡くなっている。
響よりも強い霊感体質であり、それは彼女へ受け継がれている。霊感のほかに予知能力もあり、響がエロ猫にセクハラ被害を受ける様子を予知しては激昂していた。また自分の死期も予知していた。予知された内容は不可避であって的中する。
どこから用意したのか、霊感を封印する眼鏡なども持っていた。この眼鏡は、上原が響の霊感を封印して休ませるため、朝陽から借りて響に使用させたことがある。
山田 正輝（やまだ まさき）
声 - 梶川翔平
陽気な性格の警察官。健太の兄。ミーハーかつ弟同様に軽率な所が目立つ。ヒーローにあこがれて警察官になったため、江角の噂を聞いて以来、追っかけのようなことをしている。また、江角の携帯電話のメールアドレスをゲットしたため、頻繁にメールを送っている。
井上 勇希（いのうえ ゆうき）
声 - 高垣彩陽 / 上坂すみれ
井上成美の親戚の小学生。成美同様ツンデレ。天海との初対面時には照れ隠しにスカートめくりを繰り出し、再登場時には「天海のパンツの色を知る男だ！」と力説して代返侍をへこませた。
響の影響で霊感が段々とつくようになり、本人の発言によると、そのことを理由に成美の部屋を出入り禁止となった模様。また、霊感のお陰で花子さんと直にコミュニケーションが取れるようになり、仲良くなっている模様。
吉田（よしだ）
声 - 高瀬泰幸
響のクラスメイトの男子。眼鏡をかけている。
「釣り怪文書解き」と謳われているらしいが、通称なのか自称なのかは不明。そのスキルを使って上原の携帯に送られたメールを解読しようとしたが、真っ先に江角によって解明されたため、出番がなくなってしまった。
その後もたまに登場するものの響たちと絡むことはほとんどなく、ほぼ単独で話が成立してしまっている。
上原のブログで、代返侍やエロ猫に痛いあだ名を付けた張本人。漫画研究会の所属（ただし絵は下手）で若干オタクの描写がある。
アニメ版では最終話でフルネームが吉田良生（よしだ よしき）と判明した。
守屋先生（もりやせんせい）
声 - 四宮豪（少年期 - 木野双葉）
教師で、響たちのクラス担任。担当科目は保健体育。子供のころは身体が弱く、入院していた。その際に同室へ入院していた少女（声 - 間宮くるみ）に恋をし、自らが退院する際に再会の約束を交わすも、後にその少女は亡くなってしまったため、約束は果たせなかった。守屋が木村先生（声 - 金元寿子）と結婚する際にはその少女の霊が現れ、言葉も話せない状態から響たちの助けを借りて守屋を祝福し、成仏した。
田村（たむら）
江角の知り合いで、響が転校前に通っていた学校（中高一貫校）の女子生徒。ただし響と同じクラスになったことはない。
響が中学時代、周囲から迫害のようなことを受けた過去を知っている。
井上成美の母
下の名前は不明。物怖じしない活発な性格で、髪型がショートカットであることを除けば成美と瓜二つの容姿をしている。上原曰く、ふなっ○ーのように常に動いているため、他人からの写真撮影は成功した試しが無いとのこと。

### 霊たち
一部（エロ猫や不幸の黒猫など）を除いて、響以外の人間には直接見えないが、写真には写る。中には携帯電話を使って響以外の人間とコミュニケーションを取るものまで存在する。
代返侍（だいへんざむらい）
声 - 川原慶久 / 堀内賢雄、演 - 高木聡一朗
学校の出欠確認時に響が寝ている際、代返をしたことから「代返侍」と名付けられた若い侍の霊。老け顔だが、享年は19。
荒れ果てていた自分の墓を修理してもらい、さらに死因が餓死だったことを知った響から多くの食べ物を供えられた恩から、響のそばで過ごすようになった。
響の代返をする以外にも、エロ猫を排除するなど、ボディガードのようなこともしている。携帯電話を持っている描写はないが、他人に電話をかけたり、写真付きメールを送ることができる。
なお、生前の姿を念写した写真はかなり美形に写っていたが、本当にそうだったのか不明。
死因が餓死だったためか食べ物に目がなく、特にのりたまが好物。
「普通の子供のように過ごしてみたい」という願いと共に幼少期の頃にまで逆行してしまったことがある。この時は「少年侍」として響と暮らしていた。元に戻った後も気を抜くと少年侍に変身してしまう。
コギャル霊（後述）とは感性が合わず、彼女が響に憑依することも極度に嫌っているために小競り合いを起こすことが多いが、本当に嫌っているわけではなく一緒に行動を共にしている場面も多い。
公園の地縛霊（こうえんのじばくれい）
声 - 最上嗣生 / 飛田展男、演 - 村田諒人
公園入口の通り魔殺人事件の現場にいる霊。その事件の被害者であったかどうかは不明。生前の記憶がほとんどないためほかの霊と違って身体（姿）を構成できず、常に「おいで、おいで」と誘っているが、もはや本人も何に対して言っているのか定かでない。
きわめて常識的な感覚を持った霊で、響のよき相談相手となっているほか、代返侍の相談に乗ったこともある。
自分の姿がどのようなものか忘れてしまっていたが花を供えに来た親子の会話により両手のみだが身体の一部を出せるようになった。任意で消すことができるほか、モノを掴む、エロ猫を押さえつけることなどができるようになった。
首無し霊（アニメ版では顔無し霊）
声 - 木野双葉、演 - 神山綾花
雨の日に赤い傘を持って現れるセーラー服姿の少女の霊。首から上（アニメ版では顔）が無いが、話すことはできる。首から上（顔）が無いことを知らなかった響は、偏頭痛（アニメ版では疲れ目）の相談を持ち掛けて落ち込んでいた。中性的な喋り方をする。
登場前の噂話の段階では「雨の日に傘を持たない生徒の前に現れ、『傘を渡す代わりに首（顔）をよこせ』と要求する」と悪霊のような扱いだったが、実際には無害。スカートをめくったエロ猫が鼻血を噴き出すほどの下着を常に着用している。出現するだけなら雨の日でなくてもいいらしく、自在に雨を降らせることもできる。
エロ猫（エロねこ）
声 - くじら / 若本規夫
響たちの学校周辺に出没するブチ猫。
可愛らしい外見とは裏腹にかなりの邪心を持っており、どこからともなく現れては女子更衣室やスカートの中身を覗いたり、女子ばかりがいるプールに潜ったりと、様々なセクハラ行為におよんでいるが、響が病気の際には手を出さなかったり、響を盗撮しようとした男子生徒を代返侍と結託して成敗するなど、自分なりのルールは持っている。
その性格ゆえ、代返侍や公園の地縛霊など、ほかの霊と乱闘になることもしばしば。
普通の猫ではなく妖怪や生霊・化け猫の類である可能性もあり、響が1日に交流した相手として霊の方にカウントされていたり、夢の中にまで出現してセクハラを行ったりしている（その後、代返侍に撃退された）。小川の父親が高校生だった時も近辺に出没している。
トイレの花子さん
声 - 井澤美香子 / 川口美香子、演 - 高橋菜々美
南中央公園のトイレにいた霊。前髪で目が隠れている（勇希と出会って以降は出すようになった）ボクっ娘。
響から名前の刺繍の入ったハンカチを贈られた際、「ありがとう」と言い残して元いたトイレから消えてしまったため、成仏したかと思われたが、響の通う高校のトイレに引っ越しただけであった。トイレから出ることはできないが、トイレ間の移動はできる。本物のトイレのほか、おもちゃのブロックで作ったトイレにも出現できる。勇希の無意識な言動にドギマギさせられており、やや意識している様子。
コギャル霊（コギャルれい）
声 - 内田彩 / 寺川愛美、演 - 菅沼もにか
10年ほど前に渋谷のビル火災に遭って亡くなったコギャルの霊。享年17。クリスマスが近いある日、響が井上に主婦のように特売セールの話をしたことから、井上から「もう少し女子高生らしく」と言われ、そのことで響が悩んでいた際に響と出会い、「悩みを解決する代わりに、クリスマスに会いたい人がいるので身体を貸してほしい」というバーター取引を持ち掛けて響に憑依することになった。現時点で複数回登場している霊の中では、本人同意の上で響に憑依したことがある唯一の霊。
自分が死んだ後も自分のことを思い続けている父親（声 - 最上嗣生）と母親（声 - 井上喜久子 / 伊藤美紀）を心配し、先に死んでしまったことを詫びたいと思いながらも素直になれず現世にとどまっていた。響の身体を借りて母に謝罪した後は成仏したと思われたが、「気になることがある」としてそのまま現世にとどまった。後に、響の中に先祖霊（後述）の気配を感じたのが気になっていたと発言している。
母親に対して（好感情の裏返しで）悪態をつくこともあるが、母親直伝の料理の味を褒められると得意になったりと、何だかんだと言いながらも母親を慕っている。また、一昔前の人間だが現代への順応は早い。
響に憑依すると響もコギャルファッションになり（ならない描写もある）、キャラもコギャル化する。腕だけ憑依・瞬時に髪型と髪の色を変えるなど、器用なこともできる。代返侍と同じく響のそばで過ごしていることが多い。
前述の代返侍とは感性が合わずに争い合うことも多いが、本当に仲が悪いわけではなく一緒に行動していることもしばしば。
家庭科室の主
主に家庭科室に現れる両手首から先だけの霊。家庭科室の主だけに料理や手芸に長けている。響曰く、頭が見つかってないとのことだが、両手しか現れないので頭以外も見つかってない可能性がある。
頭がないために喋れず、ジェスチャーで意思疎通を図る。
成美の祖母
成美の祖母が成美の守護霊となったもの。孫娘を日々見守っているほか、ほかの霊にその可愛さをのろけたりと、孫娘に並々ならぬ愛情を注いでいる。成美と直接の意思疎通はできないが、響を通じて言葉を伝えることがある。
メリーさん
声 - 松井恵理子、演 - 中西優香
花子さんの友人で、何故か上原限定で出没する霊。リダイヤルで任意に呼び出すこともできる模様。頭身が低く描かれることが多いために少女のように見えるが、響よりも身長が高い。
基本的に善人であり、人を怖がらせて面白がるだけのS気質の女性。
ステルス霊
響ですら見えない霊。その種類や登場パターンは多く、静止していて響がぶつかるもののほか、自ら動いて響にぶつかったり、半分地面に埋まっていて響がつまづくものなどさまざまである。
のぞき霊達
響の家にある風呂場の鏡一面に顔が浮かび、覗き行為を行っていたが、代返侍の助言を受けた響により風呂の蓋で視界を遮られた模様。
秋葉軍団（正式名称不明）
響のファンの男性霊3人組。3人とも見た目もファッションもステレオタイプな秋葉系。
願いの鏡の霊
響が通う高校にある鏡に宿っている霊。その鏡の前で会いたいと願った人に化けてくれるが、鏡に一度でも映ったことのある人に限る。
不幸の黒猫
黒猫の霊。自身の意思に関係なく、近くにいる人間等を不幸にする現象を起こすが、実は大人しくさびしがり屋の猫。
過去に山田が幽体離脱した際、幽体になった山田に可愛がられて頭を撫でてもらった恩返しとして、（他人を不幸にする現象を利用して）山田を元に戻した。
先祖霊
単行本7巻で初登場した霊で、見た目や声は天海に瓜二つだが性格は正反対。本人はその時のお盆に帰ってきたと言っているが、コギャル霊ははじめて天海に憑依した時に、天海の中に彼女の存在を感知したらしく、その正体や、このタイミングで現れた理由は現状不明。
天海家には母・夕陽の位牌のほかにもう1つの位牌が並んでおり、井上がそれを確認しようと触れた時に後ろから彼女を見つめていた。位牌は何故か掃除されてないままでよろず屋霊が確認しようと手を伸ばした時には泣くほど激しく動揺する。
よろず屋霊
代返侍の古い知り合い霊で探偵まがいのことをしてお供え物をせしめている。商売上、色んなところに出向くので知識は豊富で言葉遣いも代返侍とは違い現代風。
貰えるものさえ貰えればエロ猫からも依頼を受けようとする。
先祖霊に対して正体を暴こうと疑いの目を向けているが代返侍から「自分は天海殿を信じる」として止められた。

## 書誌情報

### 単行本
- 瀬田ヒナコ 『レーカン！』 芳文社〈まんがタイムコミックス〉、既刊15巻（2025年1月7日現在）[22]
  1. 2011年8月21日発行（8月6日発売）、ISBN 978-4-8322-6993-4
  2. 2012年2月22日発行（2月7日発売）、ISBN 978-4-8322-5046-8
  3. 2012年12月22日発行（12月7日発売）、ISBN 978-4-8322-5141-0
  4. 2013年10月22日発行（10月7日発売）、ISBN 978-4-8322-5230-1
  5. 2014年12月21日発行（12月6日発売）、ISBN 978-4-8322-5344-5
  6. 2015年4月22日発行（4月7日発売）、ISBN 978-4-8322-5373-5
  7. 2016年4月22日発行（4月7日発売）、ISBN 978-4-8322-5471-8
  8. 2017年6月22日発行（6月7日発売）、ISBN 978-4-8322-5598-2
  9. 2018年6月22日発行（6月7日発売）、ISBN 978-4-8322-5690-3
  10. 2019年6月22日発行（6月7日発売）、ISBN 978-4-8322-5753-5
  11. 2020年8月21日発行（8月6日発売）、ISBN 978-4-8322-5799-3
  12. 2021年9月22日発行（9月7日発売）、ISBN 978-4-8322-5840-2
  13. 2022年8月20日発行（8月5日発売）、ISBN 978-4-8322-5875-4
  14. 2023年10月20日発行（10月5日発売）、ISBN 978-4-8322-5916-4
  15. 2025年1月22日発行（1月7日発売）、ISBN 978-4-8322-5963-8

### 関連書籍
- 『レーカン！第零巻』2015年6月5日発売[22]、ISBN 978-4-8322-5395-7
- 『レーカン！アンソロジーコミック』2015年5月22日発行（5月7日発売[22]）、ISBN 978-4-8322-5384-1
  - 表紙は宮原るりが担当。コミックはむんこやえのきづ、トイシキなどまんがタイム系列で連載中の作家が参加している。

## テレビアニメ
| 原作                         | 瀬田ヒナコ （芳文社「まんがタイムジャンボ」連載）                           |
| 監督                         | 工藤昌史                                                                    |
| シリーズ構成                 | あおしまたかし                                                              |
| キャラクターデザイン         | 山本碧                                                                      |
| プロップデザイン             | 宮川治雄                                                                    |
| デザインワークス・美術設定   | 大藤玲一郎                                                                  |
| 総作画監督                   | 山本碧、石橋有希子、桜井正明                                                |
| 美術監督                     | 草森秀一、松本浩樹                                                          |
| 色彩設計                     | 阿部みゆき                                                                  |
| 撮影監督                     | 小田真也                                                                    |
| 編集                         | 瀬山武司                                                                    |
| 音響監督                     | 川添憲五                                                                    |
| 音楽                         | 神津裕之                                                                    |
| 音楽プロデューサー           | 小澤大輔、長島幸司                                                          |
| 音楽制作                     | 徳間ジャパンコミュニケーションズ キングレコード                             |
| プロデューサー               | 田中豪、関澤新二、桜井嗣治、平賀忠和 山田太郎、西園信也、吉川敦史、紺田大輔 |
| アニメーションプロデューサー | 越中おさむ、小澤一由                                                        |
| アニメーション制作           | ぴえろプラス                                                                |
| 製作                         | レーカン！製作委員会、TBS                                                   |

2015年4月より6月までTBSテレビ、BS-TBSほかにて放送された。『まんがタイム』系列のアニメ化作品は『恋愛ラボ』以来の2作目である。また、本作品は徳間ジャパンコミュニケーションズのテレビアニメ再参入第1号作品でもあった。声優が声を当てた当時、天海響役と小川真琴役の声優が、キャラクターと同じく女子高校生であり、児童福祉法の関係で22時までに収録を終えねばならず、時には収録が22時ギリギリになったこともあったという。
アニメは埼玉県草加市を舞台としており、松原（松原団地駅（現・獨協大学前駅）周辺）の風景が使われている。
オープニングアニメーションは絵コンテ・演出をよしもときんじ、作画監督をりんしんといったアームス作品で知られる面々に加え、原画をアスリードの面々が担当しているほか、エンディングアニメーションは絵コンテ・演出・作画監督を中嶋敦子がそれぞれ担当している。このエンディングでは登場キャラクターがSDになって登場するが、このSDバージョンの登場キャラクターのグッズも製作された。
プロデューサーの越中おさむによれば、4コマ漫画が原作だからと予想される作品にはしたくなかったため、SDキャラやアニメ的記号を避けて物語を感じてもらえることにこだわったとのこと。また、多少違和感が出てもセルが目立つ方が良いのではないかと考え、監督の工藤昌史に依頼して背景に3DCGを導入したが、全話の背景をそれで行くのは無理があると第1話時点でわかったため、第2話以降の背景には写真を参考にしたテクスチャを3Dモデルに手描きで貼りつけたものも導入されている。
字幕放送が行われており、台詞の色分けは響は黄色、成美は水色となっている。
放送終了後、2015年8月8日には文京シビックホールで開催されたイベント『TBSアニメフェスタ2015』にメインキャストが登壇した。また、同年9月6日にはダイバーシティ東京で開催されたイベント『秋のレーカン！祭り』にメインキャストが登壇し、同年11月に本作が舞台化されることが発表された。

### 主題歌
歌唱はevery♥ing!による。
「カラフルストーリー」
オープニングテーマ。作詞・作曲はIMAKISASA、編曲はFILTER SYSTEM。
「ケサランパサラン」
エンディングテーマ。作詞は唐沢美帆、作曲は木下智哉、編曲はKon-K。

### 各話リスト
| #  | タイトル                       | 脚本           | 絵コンテ          | 演出             | 作画監督                                                                    |
| -- | ------------------------------ | -------------- | ----------------- | ---------------- | --------------------------------------------------------------------------- |
| 1  | わたし、視えるんです。         | あおしまたかし | 工藤昌史          | 工藤昌史         | 石橋有希子 富山大輔                                                         |
| 2  | わたしの、お友達です。         | 子安秀明       | 誌村宏明          | 浅見松雄         | 峰岸桃子 吉岡幸恵 木下由美子 森川均                                         |
| 3  | 美味しい、卵焼きです。         | 杉原研二       | 工藤昌史          | 佐々木真哉       | Lee Jong Kyung Park Myeong Hun Kim Yoon Jung 石橋有希子 富山大輔 石井ゆみこ |
| 4  | 夏といえば、海です。           | 鴻野貴光       | 齋藤哲人          | 川西泰二         | Chang Bum Chul                                                              |
| 5  | 伝説の、文化祭です。           | あおしまたかし | 高本宣弘          | 熨斗谷充孝       | 徐正徳 朱炫祐                                                               |
| 6  | チョベリグな、聖夜です。       | 子安秀明       | 影山楙倫          | 境橋渡           | 富山大輔 阿萬和俊 清水勝祐 吉岡佳広 柳瀬譲二                                |
| 7  | にぎやかな、年明けです。       | 杉原研二       | 中島太貴          | ながはまのりひこ | Lee Jong Kyung Park Myeong Hun Kim Yoon Jung                                |
| 8  | みんなで、一緒に遊ぶんです。   | 鴻野貴光       | 加瀬充子          | 佐々木真哉       | Chang Bum Chul                                                              |
| 9  | 秘密の、バレンタインです。     | 子安秀明       | 影山楙倫          | 畠山茂樹         | 木下ゆうき 眞部周一郎                                                       |
| 10 | いよいよ、2年生です。          | 鴻野貴光       | 高本宣弘          | 福田皖           | Shin Min Seop Seo Jumg Duk Ryu Seung Cheol Ji Yang Ho Yang Jung Hee         |
| 11 | 私の、お願いです。             | あおしまたかし | 影山楙倫          | 川西泰二         | Lee Jong Kyung Park Myeong Hun Kim Yoon Jung                                |
| 12 | みんな、つながっているんです。 | あおしまたかし | 中島太貫 加瀬充子 | 小坂春女         | 清水勝祐 阿萬和俊 高原修二 Lee Suk Yoon                                     |
| 13 | 夏の、思い出です。             | 杉原研二       | 齋藤哲人          | ながはまのりひこ | Chang Bum Chul                                                              |

### 放送局
| 放送期間                | 放送時間                     | 放送局             | 対象地域   | 備考                    |
| ----------------------- | ---------------------------- | ------------------ | ---------- | ----------------------- |
| 2015年4月3日 - 6月26日  | 金曜 2:16 - 2:46（木曜深夜） | TBSテレビ          | 関東広域圏 | 製作局                  |
|                         | 金曜 3:20 - 3:50（木曜深夜） | CBCテレビ          | 中京広域圏 |                         |
|                         | 金曜 23:30 - 土曜 0:00       | サンテレビ         | 兵庫県     |                         |
| 2015年4月6日 - 6月29日  | 月曜 1:20 - 1:50（日曜深夜） | チューリップテレビ | 富山県     |                         |
| 2015年4月12日 - 7月5日  | 日曜 1:30 - 2:00（土曜深夜） | BS-TBS             | 日本全域   | BS放送                  |
| 2015年4月20日 - 7月13日 | 月曜 1:30 - 2:00（日曜深夜） | TBSチャンネル1     | 日本全域   | CS放送 リピート放送あり |
| 2016年2月9日 - 5月3日   | 火曜 21:00 - 21:30           | AT-X               | 日本全域   | CS放送 リピート放送あり |

| 配信期間                | 配信時間                   | 配信サイト         | 備考                                        |
| ----------------------- | -------------------------- | ------------------ | ------------------------------------------- |
| 2015年4月13日 - 7月6日  | 月曜 12:00 更新            | dアニメストア      | 製作協力 / 見放題サービス利用者は全話見放題 |
|                         | 月曜 23:30 - 火曜 0:00     | ニコニコ生放送     |                                             |
| 2015年4月14日 - 7月7日  | 火曜 0:00（月曜深夜） 更新 | ニコニコチャンネル | 第1話無料、第2話以降1週間無料。             |
| 2015年4月20日 - 7月13日 | 月曜 12:00 更新            | auアニメパス       |                                             |
|                         |                            | 楽天ショウタイム   |                                             |
| 2015年4月27日 - 7月20日 | 月曜 12:00 更新            | GYAO!              | 第1話無料、第2話以降1週間無料。             |
|                         |                            | バンダイチャンネル | 第1話無料、第2話以降有料。                  |

| TBS 金曜2:16 - 2:46（木曜深夜）枠 | TBS 金曜2:16 - 2:46（木曜深夜）枠 | TBS 金曜2:16 - 2:46（木曜深夜）枠 |
| 前番組                            | 番組名                            | 次番組                            |
| --------------------------------- | --------------------------------- | --------------------------------- |
| 銃皇無尽のファフニール            | レーカン！                        | 城下町のダンデライオン            |

### BD / DVD
巻数のカウントは「0巻（レーカン）」からとしている。
| 巻  | 発売日         | 収録話          | 規格品番  | 規格品番  |
| 巻  | 発売日         | 収録話          | BD        | DVD       |
| --- | -------------- | --------------- | --------- | --------- |
| 0   | 2015年6月17日  | 第1話 - 第2話   | TKXA-1060 | TKBA-5300 |
| 1   | 2015年7月15日  | 第3話 - 第4話   | TKXA-1061 | TKBA-5301 |
| 2   | 2015年8月19日  | 第5話 - 第6話   | TKXA-1062 | TKBA-5302 |
| 3   | 2015年9月16日  | 第7話 - 第8話   | TKXA-1063 | TKBA-5303 |
| 4   | 2015年10月14日 | 第9話 - 第10話  | TKXA-1064 | TKBA-5304 |
| 5   | 2015年11月18日 | 第11話 - 第13話 | TKXA-1065 | TKBA-5305 |
| BOX | 2017年5月31日  | 第1話 - 第13話  | TKXA-1120 | -         |

## WEBラジオ
『THREE ARROWS Presents 放課後レーカン！倶楽部』
ドラマCDの発売に合わせ、2013年1月16日から同年4月30日までHiBiKi Radio Stationで配信された。全7回。本番組は『らいか・デイズ』（むんこ作）連動企画の『THREE ARROWSラジオ 「らいか・デイズ」マニア』の実質後継番組で、出演は「らいか」と同じく悠木碧と寺川愛美。
『今夜もざわざわ♪レーカン！ラジオ…なんです。』
テレビアニメの放送に合わせ、2015年3月18日から同年7月29日まで音泉にて配信された。毎週水曜日配信。全20回。出演は木戸衣吹（天海響役）と伊藤美来（井上成美役）。
ゲスト
- 第1回（2015年3月18日） 飯田里穂・M・A・O・山崎エリイ
- 第6・7回（2015年4月22日・29日） M・A・O
- 第8・9回（2015年5月6日・13日） 飯田里穂
- 第10・11回（2015年5月20日・27日） 山崎エリイ
- 第16・17回（2015年7月1日・8日） 松井恵理子
- 第18・19回（2015年7月15日・22日） 井澤美香子
- 第20回（2015年7月29日） 山崎エリイ

## 舞台
2015年11月11日から15日まで、日本芸術専門学校大森校劇場にて公演。演出・脚本はまつだ壱岱が担当した。キャストは上述。